# Rahim Ayew
Ibrahim Abdul Rahim Ayew (* 16. April 1988 in Tamale) ist ein ghanaischer Fußballspieler. Für die ghanaische Nationalmannschaft bestritt er 2009 sein erstes Länderspiel.

## Karriere

### Verein
Rahim Ayew ist der älteste Sohn von Afrikas ehemaligen Fußballer des Jahres Abédi Pelé. Seine Brüder André und Jordan sind ebenfalls Profifußballer. Er begann seine Karriere nach dem College beim FC Nania Accra, wo bereits sein Vater gespielt hatte. Als der Klub 2008 aus der ghanaischen Premier League abstieg, wechselte er zu Sekondi Eleven Wise. 2009 unterzeichnete er einen Dreieinhalb-Jahres-Vertrag beim Bundesligisten TSG 1899 Hoffenheim, der jedoch nie vollzogen wurde. Im Juli 2009 wechselte der damals 23-Jährige schließlich zum ägyptischen Verein Zamalek SC, wo er einen Fünf-Jahres-Vertrag erhielt.
Im Januar 2011 wechselte Ayew zu Lierse SK. Dort verblieb der Spieler bis Sommer 2013 als sein Vertrag auslief. Im November 2013 nahm Asante Kotoko Kumasi den Mittelfeldspieler unter Vertrag. Knapp drei Jahre später ging er erneut nach Europa und schloss sich dem Europa FC im britischen Überseegebiet Gibraltar an. Dort absolvierte er in fünf Jahren 83 Ligaspiele für den Verein. Nach erneuter Vereinslosigkeit wurde der Ghanaer vom FC Bruno’s Magpies im Juli 2022 unter Vertrag genommen.

### Nationalmannschaft
International durchlief Rahim Ayew die verschiedenen Juniorenmannschaften Ghanas und spielte für die U-23-Nationalmannschaft auch bei den Afrika-Spielen sowie der Qualifikation für das olympische Fußballturnier 2008. Zudem trat Ayew mit Ghana bei der Afrikanischen Nationen-Meisterschaft, einem Turnier für Nationalmannschaften die ausschließlich aus Spielern der afrikanischen Ligen bestehen, an. Dort erreichte er mit seiner Mannschaft das Finale in Abidjan, wo man jedoch gegen die Demokratische Republik Kongo unterlag. Während der Qualifikation zur Fußball-Weltmeisterschaft 2006 wurde Ayew erstmals in den Kader der A-Nationalmannschaft berufen, gab sein Debüt jedoch erst am 18. November 2009 in einem Freundschaftsspiel gegen Angola in Luanda. Nach starken Leistungen als dynamischer Abwehrspieler bei der Afrikameisterschaft im Januar 2010, wurde er gemeinsam mit seinem Bruder André in den ghanaischen Kader für die Fußball-Weltmeisterschaft 2010 nominiert. Bei der Weltmeisterschaftsendrunde, in der Ghana bis ins Viertelfinale vordrang, kam Rahim Ayew nicht zum Einsatz.

## Titel und Erfolge
- Teilnahme an der Weltmeisterschaft 2010